# Никола Михов
 Тази статия е за българския офицер.  За българския библиограф вижте Никола Михов (библиограф).  
Никола Михайлов Михов е български офицер (генерал-лейтенант) от артилерията. Той е военен министър във второто правителство на Богдан Филов (1942 – 1943), а след смъртта на цар Борис III влиза в Регентския съвет на малолетния Симеон II. Екзекутиран е с присъда от т. нар. Народен съд, на 1 февруари 1945 г.

## Биография
Никола Михов е роден на 29 ноември 1891 г. в Търново. Завършва Военното училище в София през 1911 г. По време на Балканските войни командва батарея, която взима участие в обсадата на Одрин. Служи във Военното училище. През Първата световна война участва в превземането на Тутракан. На 1 март 1918 г. е назначен на служба в 1-во конно артилерийско отделение.
По-късно след това служи в 4-ти артилерийски полк, като адютант на артилерийския отдел в Министерството на войната и през 1929 г. е назначен за началник на секция в артилерийската инспекция. През 1932 г. е назначен за началник на отдел в артилерийската инспекция, след което през 1933 г. е назначен за командир на 7-и дивизионен артилерийски полк, на 6 май 1933 г. е произведен в чин полковник, а от 1935 г. е началник на учебно стрелковия отдел на артилерийската инспекция. През следваюата година е назначен за помоюник-командир на 3-та пехотна балканска дивизия, като по-късно същата година е назначен за командир на дивизията. В началото на 1938 г. е назначен за началник на Военното на Негово Величество училище, а на 3 октомври с.г. е произведен в чин генерал-майор.
През април-август 1941 командва 5-а армия в Македония, а през 1941 – 1942 – 1-ва армия в София. През 1942 г. е произведен в чин генерал-лейтенант. Той е военен министър във второто правителство на проф. Богдан Филов (1942 – 1943).
На 9 септември 1943 е избран в Регентския съвет, заедно с проф. Богдан Филов и княз Кирил Преславски. Докато заема този пост той многократно изразява неодобрение към произвола и крайностите в борбата с комунистическото Партизанско движение.
Веднага след Деветосептемврийския преврат от 1944 ген. Никола Михов е отстранен от този пост и скоро след това арестуван. Изпратен е на разпит заедно с другите регенти и министри в СССР, а през декември – изправен на съд пред т. нар. „Народен съд“. Осъден на смърт и екзекутиран на 1 февруари 1945 г.
Генерал-лейтенант Никола Михов е женен и има 2 деца.
Присъдата е отменена с Решение №172 на Върховния съд от 1996 г.
През 2021 г. посмъртно е удостоен за почетен гражданин на Велико Търново.

## Военни звания
- Подпоручик (22 септември 1911 г.)
- Поручик (1 ноември 1913 г.)
- Капитан (30 май 1917 г.)
- Майор (15 март 1923 г.)
- Подполковник (1 април 1927 г.)
- Полковник (6 май 1933 г.)
- Генерал-майор (3 октомври 1938 г.)
- Генерал-лейтенант (1942 г.)

## Награди
- Военен орден „За храброст“ IV степен, 1-ви и 2-ри клас
- Княжеский орден „Св. Александър“ III степен и IV степен
- Народен орден „За военна заслуга“ II степен
- Германски орден „Железен кръст“